# Yūka Kado
Yūka Kado (jap. 加戸 由佳, Kado Yūka; * 19. Juni 1990 in Kurashiki) ist eine japanische Fußballspielerin.

## Karriere

### Verein
Sie begann ihre Karriere bei Okayama Yunogo Belle, wo sie von 2004 bis 2017 spielte. 2018 folgte dann der Wechsel zu Bunnys Kyoto SC.

### Nationalmannschaft
Mit der japanischen U-20-Nationalmannschaft qualifizierte sie sich für die U-20-Weltmeisterschaft der Frauen 2008 und 2010.
Kado wurde 2013 in den Kader der japanischen Nationalmannschaft berufen und kam bei der Algarve-Cup 2013 zum Einsatz. Kado absolvierte ihr erstes Länderspiel für die japanischen Nationalmannschaft am 6. März gegen Norwegen. Insgesamt bestritt sie drei Länderspiele für Japan.